# Gabba Front Berlin
Pour les articles homonymes, voir GFB.
Gabba Front Berlin, souvent abrégé GFB, est un groupe de gabber et speedcore allemand. 

## Biographie
Le groupe est composé de Steffen Reinecke, Ralf Schwarzenberger et de Stephan Seidel, et formé en 1994 après certaines rencontres précédentes dans une boîte de nuit à Berlin, le Bunker.
Bien qu'ils aient composé un bon nombre de morceaux, la plupart d'entre elles sont gratuitement disponibles et téléchargeables via leur site internet officiel. Tentant de garder un style originel, certaines de leurs compositions possèdent fréquemment un BPM élevé (250 BPM ou plus. Lacrima Mosa Est, par exemple, possède un tempo de 480 BPM. Un morceau de cette musique est disponible dans la section speedcore de Ishkur's Guide to Electronic Music. Le 31 mars 2013, le groupe participe à la soirée de Hardcore - Made in Germany.